# Rogun
Rogun (tadż. Роғун) – miasto w zachodnim Tadżykistanie, w Rejonach Administrowanych Centralnie. W 1989 roku liczyło ok. 8,4 tys. mieszkańców.